# 평양사범학교
평양사범학교(平壤師範學校)는 1923년 일제강점기 평안남도 평양에 설치됐던 관립 사범학교이다. 줄여서 평양사범(平壤師範)으로 흔히 지칭한다.
평양사범학교는 경성사범, 대구사범과 함께 일제강점기에 3대 사범학교로 일컬어지던 관립 사범학교였다. 여기서는 초등학교 1종 교사를 양성했다.
1922년 2월 조선총독부가 제정한 제2차 조선교육령과 사범학교 규정에 의거하여 1923년에 평안남도 공립사범학교가 평양에 설치되어 특과(特科)와 강습과를 두고 주로 한국인 초등교원 양성교육을 실시하였다.